# Mikkel Rud til Skjoldenæs
Mikkel Rud til Skjoldenæs (død o. 1401) var en dansk ridder.
Han var søn af Jens Rud og gift med Anne Pedersdatter, en datter af Peder Nielsen Jernskæg, efter hvem han arvede Skjoldenæs.
Han blev ridder under kong Oluf 2. og var efter kongens død med til at hylde dronning Margrete i Ringsted i 1387. Kort efter afløste han faderen som lensmand på Vordingborg Slot.
I 1395 deltog han i forhandlinger på Lindholm om kong Albrechts frigivelse, og 1397 overværede han det store unionsmøde i Kalmar. Dronning Margrethe betroede ham at være hofmester hos den unge kong Erik; allerede i 1400 nævnes dog Jens Due i denne stilling, og mens Mikkel Rud endnu i 1401 var med blandt de fremtrædende mænd, der medbeseglede kong Eriks stadfæstelse af dronning Magrethes gaver til kirken, er han nok død omkring dette tidspunkt.
Hans hustru overlevede ham længe og var nært knyttet til St. Clara Kloster i Roskilde. De er begge begravet ved Sorø Kloster.